# Calvello
Calvello è un comune italiano di 1 758 abitanti della provincia di Potenza in Basilicata.

## Geografia fisica
Il comune sorge a 730 m s.l.m. nella parte centro-settentrionale della provincia. Confina a nord con Abriola (5 km), a nordest con Anzi (8 km), ad est con Laurenzana (10,5 km), ad ovest e sudovest con Marsico Nuovo (11,3 km), a sud e sudest con Marsicovetere (11,3 km) e Viggiano (16 km)

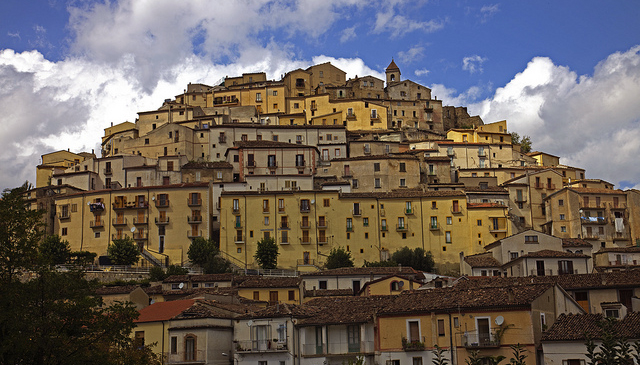
Veduta dell'abitato di Calvello.

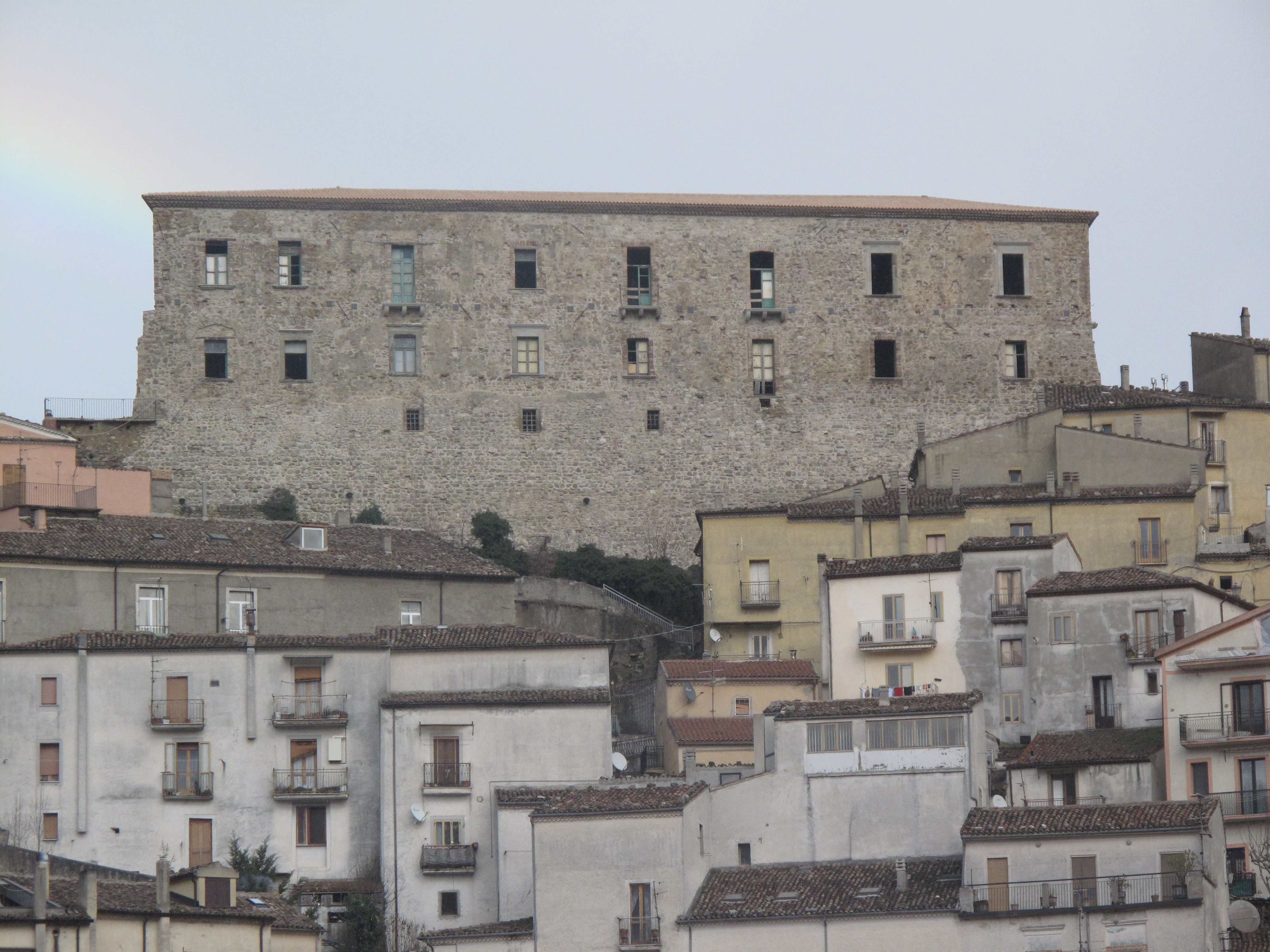
Castello di Calvello: di fondazione normanna (XII secolo), ampliato in età svevo-angioina (XIII secolo). Nel XVI diventa il Palazzo dei Carafa della Marra a cui succedono nell'800 i Ruffo di Calabria.

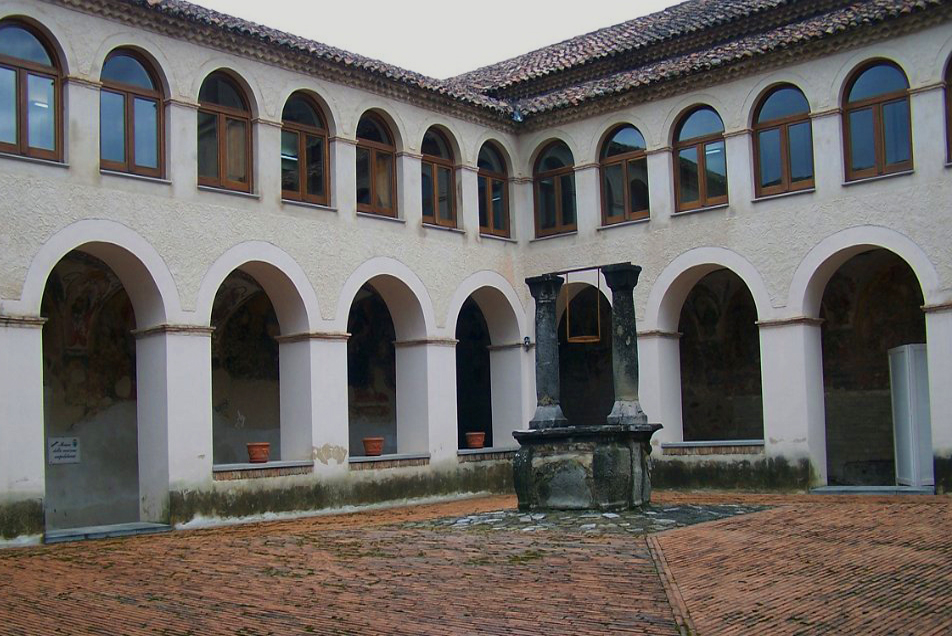
Convento di Santa Maria De Plano.

## Storia
La prima attestazione documentaria dell'abitato di Calvello risale al 1089, quando Normanno, XI conte di Marsico, dona a Rado, abate di Santo Stefano in Marsico Nuovo, le chiese di Santa Caterina "iuxta fluvium" e San Nicola nei pressi del Castello. "Da questo momento la crescita economica, sociale e culturale della comunità e lo stesso disegno urbano, nei suoi connotati morfologici, sarebbero stati condizionati, oltre che dalla orografia, anche dalla localizzazione dei due poli: l'uno, laico-feudale, a monte e l'altro, religioso, a valle." La presenza benedettina si rafforza con la fondazione del priorato di Santa Maria de Plano, intorno alla metà del XII secolo, dipendente da Marsico Nuovo, e la costruzione del cenobio di San Pietro a Cellaria, a circa 6 km a sudest dal centro abitato, da parte dei monaci della Congregazione di Santa Maria di Pulsano. A quell'epoca il signore di Calvello era un tale Matteo esponente della famiglia normanna dei De Calvello (o De Calvellis), di cui conosciamo altri componenti quali il fratello di Matteo, Rogerius, i figli Guglielmo e Berardo e il nipote Rogerius, figlio di Guglielmo, quasi tutti legati a Calvello e alle due comunità monastiche a cui donarono chiese e proprietà terriere. In età sveva il signore di Calvello era Gentile de Petruro, possessore del castello che era uno dei 29 castra e domus regi della Basilicata dello Statutum de reparation castrorum emanato da Federico II intorno al 1240. Nell'ultimo trentennio del XIII secolo, con gli Angiò, a Calvello, così come in altre terre del regno meridionale, si succedono feudatari provenienti dalla Francia. Pertanto al de Petruro, a cui gli Angiò confiscarono tutte le proprietà, subentrò Oddone de Fontaine nel 1270, e a questi, il figlio Enrico Bourguignon. Nel passaggio epocale dal dominio svevo a quello angioino Calvello venne inizialmente iscritta nell'elenco di quei paesi fedeli alla parte sveva. Ciò comportò il pagamento di tributi speciali per il mantenimento dell'esercito regio impegnato a sedare le rivolte anti angioine. Ma la popolazione reagì ottenendo l'esenzione da tali tasse. A quell'epoca, Calvello aveva una popolazione di circa 850 abitanti come si evince dalla tassazione focatica del 1277 che riporta un numero di fuochi di 165 che nel 1320 si ridussero a 148, corrispondenti a circa 750 abitanti.

## Monumenti e luoghi di interesse

### Castello
I documenti lo citano come castellum in età normanna (1089), castrum in quella federiciana (1241-1245) e angioina, palazzo al tempo della famiglia ducale dei Carafa, subentrata nel XVI secolo ai Sanseverino. Ai Carafa subentrano verso la fine del XVIII secolo i Ruffo di Calabria. Nel XIX secolo è stato teatro dell'evento, probabilmente più importante della storia del paese, relativo ai moti carbonari del 1820-21. Quivi si insediò la Corte Marziale che fece giustizia sommaria dei carbonari insorti guidati dal medico di Calvello Carlo Mazziotta. Negli anni Cinquanta del Novecento, il castello fu venduto a vari proprietari e suddiviso in diverse abitazioni. Il primo feudatario e proprietario del castello, di cui si conosce il nome, è un tale Matheus de Calvello (1147). All'epoca la rocca era costituita da un torrione quadrangolare, oggi in buona parte conservato, che in seguito venne affiancato da fabbriche che si sono succedute dal XIII secolo in poi. Il castello si articola su tre livelli. A Nord del castello sorge un'antica costruzione lunga e stretta, il cui contorno esterno coincide con parte della cinta muraria. A valle dell'edificio vi era una stradina che rappresentava un percorso secondario attraverso cui si giungeva al Castello. Entrando nel cortile si nota sulla sinistra, al primo livello, un loggiato che collegava i saloni di rappresentanza con le camere da letto. All'epoca dei Carafa vi erano solo due accessi al primo piano. L'ingresso occidentale era caratterizzato da un portone di grandi dimensioni. L'ingresso principale alla parte abitabile del piano terra è di fronte all'arco d'entrata. A destra, erano collocate le scuderie e le stalle, da cui si poteva sia uscire, sia scendere mediante una scala in pietra. Nel corso della storia il castello è stato più volte danneggiato da terremoti, quali quelli del 1273, del 1826 che provocò il crollo della copertura e di gran parte della struttura muraria dell'ultimo piano, del 1857 che causò crollò del secondo piano del castello e infine del 1980. Il castello è stato di recente oggetto di lavori di consolidamento e di restauro.

### Chiesa e convento di Santa Maria de Plano

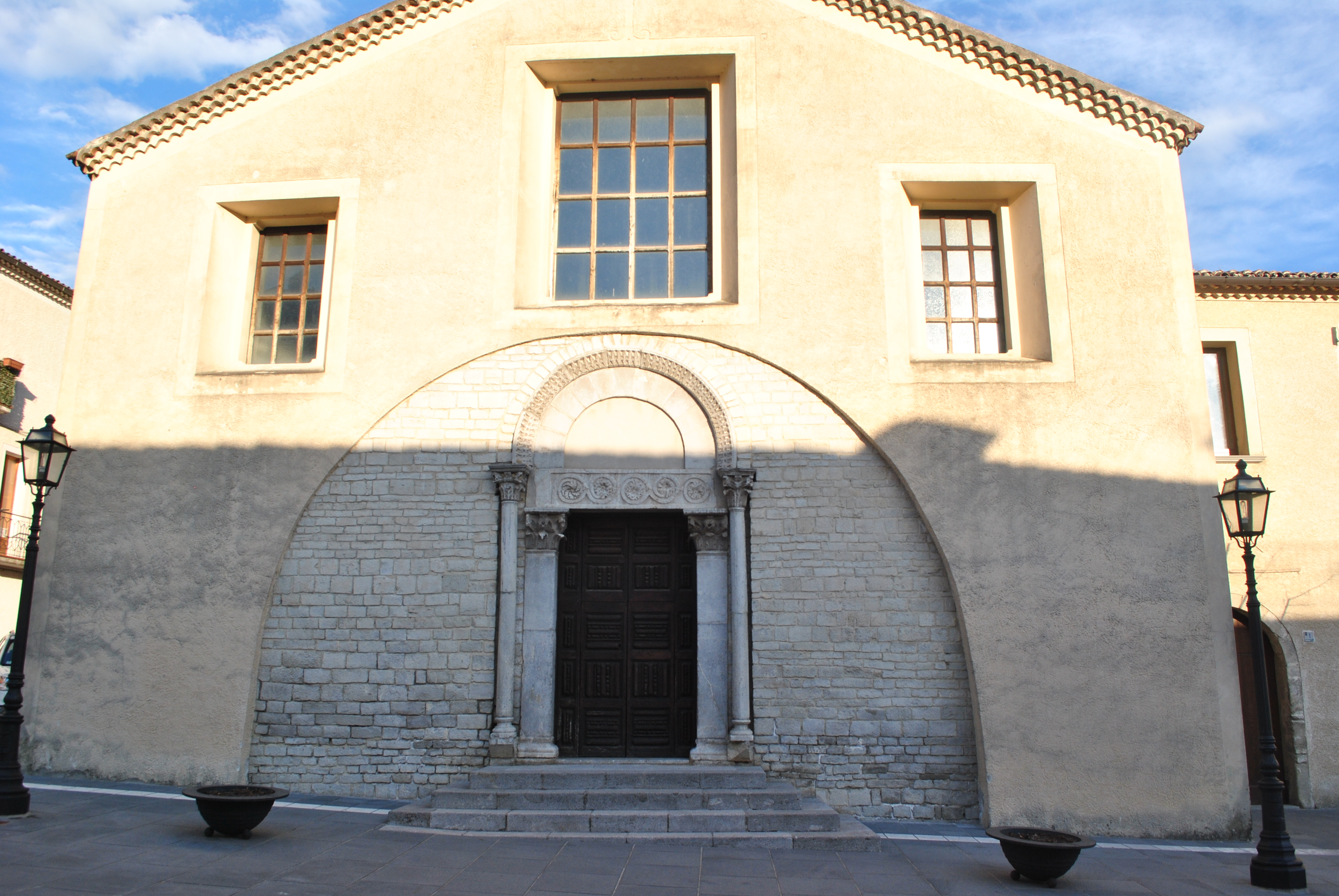
La chiesa, a pianta basilicale, è una costruzione tipicamente benedettina. Vi si può accedere da un portale in pietra, con delle colonne corinzie con dei capitelli ornati da foglie d'acanto. Le colonne sostengono un architrave sormontato da un arco a tutto sesto.

Il complesso conventuale di Santa Maria de Plano, fondato dai benedettini di Marsico Nuovo, è costituito da una chiesa di forma basilicale, a tre navate con pilastri a sezione quadrata, attestata per la prima volta nel 1145, e da un convento con chiostro, costruito dai francescani alla fine del secolo XVI, probabilmente sui resti di un impianto esistente. Il chiostro è impreziosito sulle pareti e sulle volte da affreschi risalenti ai secoli XVII e XVIII. Di rilevante interesse sono, inoltre, due portali romanici della chiesa, uno sulla facciata principale e l'altro sulla facciata laterale nord.. I capitelli e l'impostazione architettonica dei due portali richiamano il portale della chiesa di San Michele a Marsico Nuovo, attribuito al lapicida e architetto Melchiorre da Montalbano. All'interno della chiesa vi è una statua lignea dorata raffigurante la Madonna col Bambino.

### Ponte di Sant'Antuono
Il ponte di Sant'Antuono è una costruzione in pietra a forma di arco ribassato in pietrame in conci ad arcata unica, dalle fondamenta ben solide. Esso prende il nome dalla chiesetta che gli abitanti del fiume costruirono dedicandola a Sant'Antonio Abate, comunemente detto Sant'Antuono. Tale costruzione fu eseguita all'inizio del Duecento, da artigiani locali, sotto la direzione tecnica dei monaci benedettini, abilissimi ingegneri, pontieri e architetti. Il ponte aveva la funzione di agevolare lo scambio tra i residenti del Piano e quelli del rione Sant'Antuono, prima di esso, infatti, l'accesso veniva effettuato con passerelle incerte e traballanti, si avverti, quindi il bisogno di lanciare un ponte stabile e sicuro.
Successivamente, si dimostrò causa di violenti contrasti, la causa era l'utilizzazione delle acque del fiume per l'esercizio della pesca ed anche perché, esso, veniva utilizzato per l'irrigazione degli orti e per uso potabile. Il ponte si incastona in uno scenario particolare, immerso nel verde, con a nord un agglomerato di case che si inerpica verso l'alto e culmina col castello; ad ovest la fiancata della catena montagnosa oltre i 1 700 metri; ad est la vallata dell'Isca, a sud è protetto dal "Timpo" del Catagno". Il ponte fu costruito sul fiume "La Terra" un corso d'acqua a flusso continuo, Calvello è uno tra i pochi centri abitati ad essere bagnato da un corso d'acqua di questo genere. Il fiume si arricchisce, lungo il corso, di numerosi rivoli, discendenti da vallette e canali e dalle acque che attraverso i profondi strati di zolfo e ferro, residuati dell'antico vulcano, sboccano in una stretta gola dalle stupende caratteristiche, tra cascate e laghetti. Il ponte non ha subito alterazioni resistendo alle intemperie e ai vari eventi naturali fino ai primi anni del '900, ad oggi le condizioni statiche del ponte sono buone anche se gli interventi effettuati successivamente hanno intaccato la bellezza dell'opera nel suo insieme.

### Cappella della Potentissima

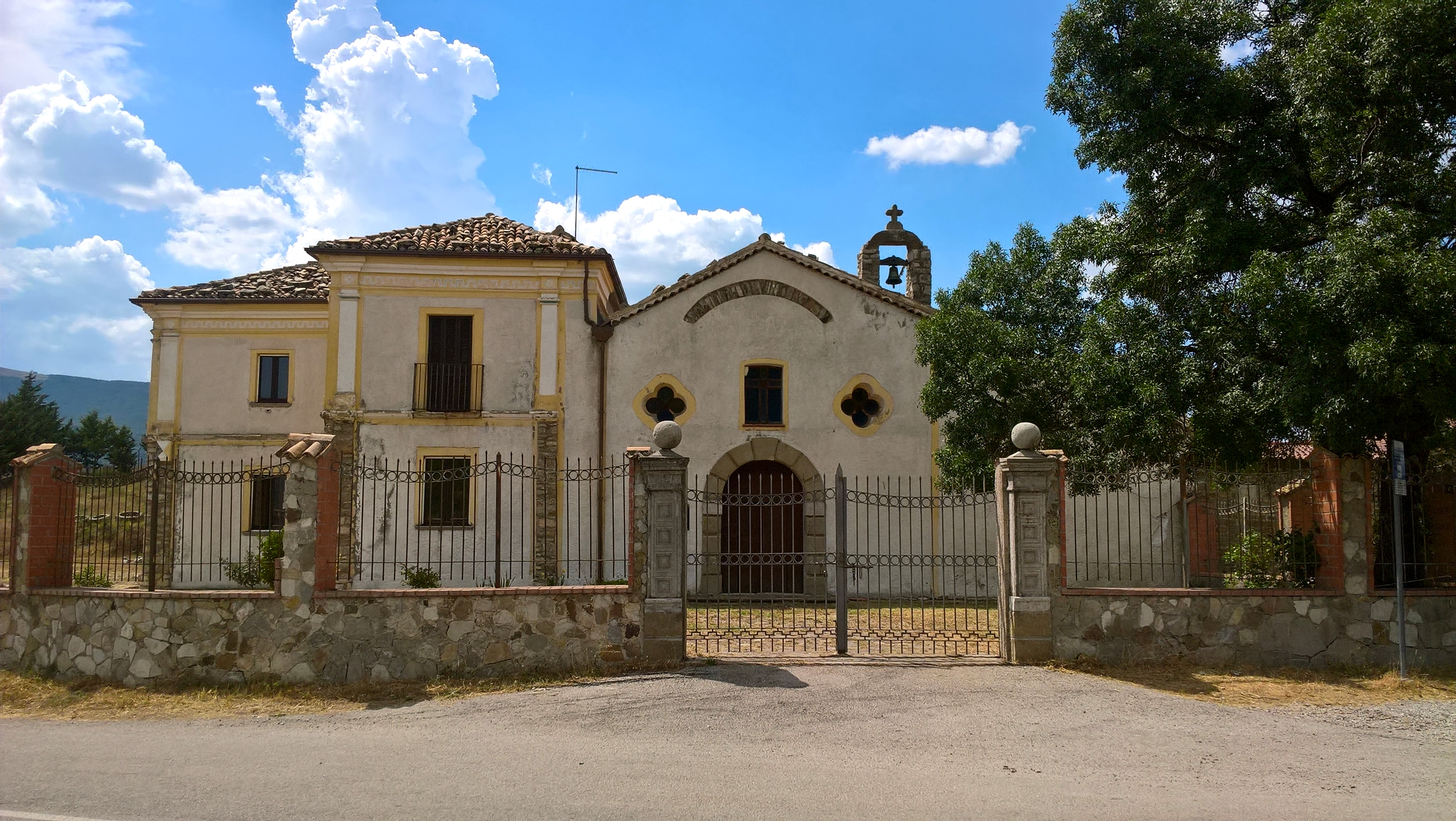
Cappella della Potentissima.

La cappella, a navata unica, presenta tre grandi archi a sesto ribassato. Il catasto onciario del 1748 menziona questa chiesa fra le nove cappelle rurali allora esistenti nel territorio del paese. La cappella crollò nel 1844. In seguito alla legge dello Stato Italiano che autorizzava la vendita dei beni ecclesiastici ai privati, la cappella fu acquistata dalla famiglia De Porcellinis che la ricostruì nel 1878. Dai primi anni del secolo scorso la cappella è diventata proprietà della famiglia De Trana. La chiesa conserva una statua della Madonna della Santissima risalente al 1700, una tela datata 1695 e un altare maggiore che presenta decorazioni che riprendono i motivi delle ceramiche che probabilmente ricoprivano il pavimento.

### Santuario del Monte Saraceno

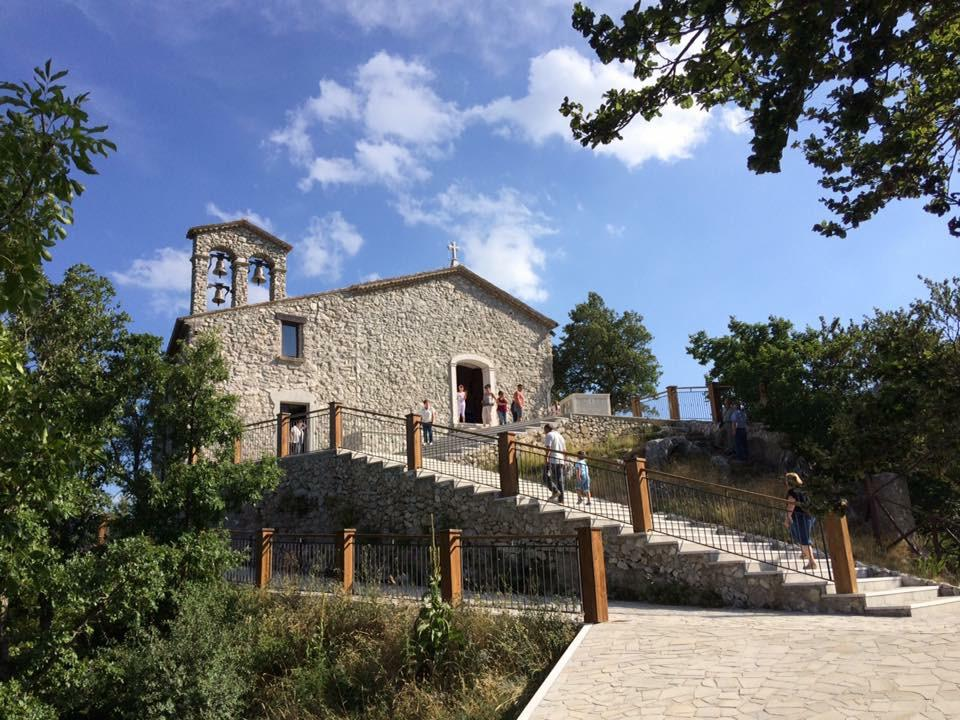
Santuario del Monte Saraceno.

Il Santuario "Maria SS.ma del Monte Saraceno" sorge a circa 1320 metri s.l.m. e, circondato da una natura lussureggiante, domina tutta la vallata sottostante. La denominazione di "Monte Saraceno" o "Castel Saraceno" è di origine ignota. Con ogni probabilità, dalle tracce tuttora visibili, si può ipotizzare che fosse una postazione militare, prima Longobarda e poi Saracena. Successivamente, i monaci Benedettini, in prossimità dei ruderi della presunta postazione militare, edificarono l'attuale chiesetta. La forma architettonica, estremamente semplice, ha una struttura a botte, le cui doghe sono costituite dalle robuste muraglie a strapiombo sui dirupi che la circondano. È tradizione che il pellegrino non debba entrare nel luogo sacro senza aver percorso per tre volte il suo perimetro, pregando e cantando nenie. Entrando nel luogo sacro, ci si trova innanzi alla Sacra Effigie che è una ricostruzione realizzata con i resti dell'antica copia della statua bizantina della Madonna "de Plano", la quale fu danneggiata in seguito al terremoto della Basilicata del 1857. Il restauro e la ricomposizione dei pezzi recuperati tra le macerie furono realizzati da un artista napoletano che riuscì a dare all'Effigie un'espressione dolce e intensa. La Madonna, nella mano sinistra ha una rosa d'oro, con la destra sembra voler mostrare il Bambino, situato in piedi tra le sue ginocchia. A maggio la statua viene portata in processione dal paese al tempietto da dove, fino a settembre, vigila dall'alto la vallata e protegge le messi e le greggi; a settembre ritorna in paese. L'urna che la protegge, detta comunemente "Caggia" è stata realizzata da validissimi artisti locali: scolpita a mano, in legno di quercia, ha una struttura armonica e proporzionata con lesene, colonne e capitelli che le conferiscono un aspetto nobile e classico. Il lato posteriore è decorato con un dipinto che ritrae il Santuario e la Grotta dell'eremita. A circa duecento metri dal Santuario, secondo una leggenda locale, viveva in questa grotta un eremita, un uomo pio che viveva in solitudine grazie alla carità dei pastori. Un'altra leggenda racconta che, dopo la scomparsa di questo misterioso eremita, dei pastori trovarono una statua di legno della Madonna e si decise di edificare lì la Cappella.
I festeggiamenti in onore della Madonna del Monte Saraceno si celebrano la seconda domenica di maggio, quando la statua viene trasportata dalla chiesa parrocchiale al santuario, e l'8 e il 9 settembre, quando vi fa ritorno.

## Società

### Evoluzione demografica
Abitanti censiti